# Эйтевал, Иоахим
Иоахим Антонисон Эйтевал (также Юттеваль; нидерл. Joachim Anthoniszoon Wtewael (Uytewael); 1566—1638) — голландский живописец исторического жанра, рисовальщик и гравёр. Маньерист.

## Биография

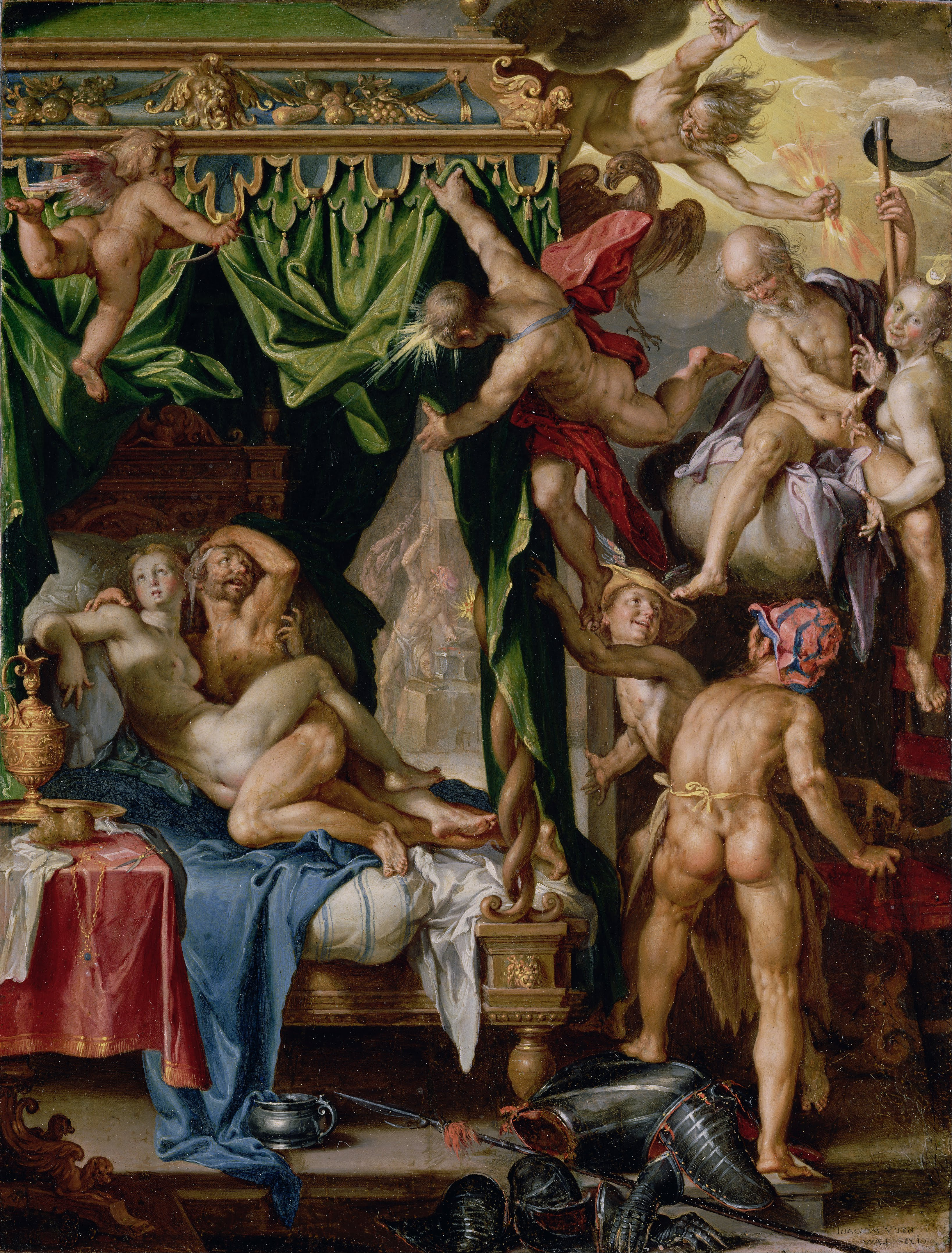
«Марс, Венера и Вулкан»

Иоахим Эйтевал родился в городе Утрехте, работал у отца, гравёра Антониса Эйтевала, а затем у художника Иоса де Бэра. Оставив мастерскую последнего, отправился в Италию, познакомился в Падуе с епископом Сен-Мало, поехал вместе с ним во Францию, провел у него два года в Бретани и, возвратившись в родной город, проработал там до конца своей жизни. Помимо живописных картин занимался гравюрой и выполнял рисунки для витражей.
Иоахим Эйтевал — один из последних художников маньеризма, сохранявший эти традиции даже тогда, когда большинство художников склонялись к более натуралистическому стилю. Историки искусства находят в картинах Эйтевала влияние Хендрика Гольциуса и подражание Микеланджело.
Среди его наиболее известных картин: «Христос благословляет детей», «Лот с дочерьми» (в Эрмитаже), «Поклонение пастухов» и «Диана и Актеон» (в венском Музее истории искусств), «Парнас» (в дрезденской Галерее старых мастеров), «Свадьба Пелея и Фетиды» (в мюнхенской Старой пинакотеке), «Пир богов» (в Брауншвейгской галерее), «Суд Париса» (в Стокгольмском музее), «Проповедь Иоанна Крестителя в пустыне» (в Копенгагенском музее), «Марс, Венера и Вулкан» (в Гаагской галерее) и «Встреча Давида с Авигеей» (в Амстердамском музее).
Его сын Питер пошёл по стопам отца и также стал живописцем.